# Ataenius semicornutus
Ataenius semicornutus är en skalbaggsart som beskrevs av Macleay 1871. Ataenius semicornutus ingår i släktet Ataenius och familjen Aphodiidae. Inga underarter finns listade.